# Jacinto Castañeda Puchasóns
Svatý Jacinto Castañeda Puchasóns, O.P. (13. ledna 1743, Xàtiva – 7. listopadu 1773, Ket Chợ) byl španělský římskokatolický kněz, misionář, řeholník Řádu bratří kazatelů a mučedník.

## Život
Narodil se 13. ledna 1743 ve španělské Xàtivě jako syn královského písaře Josého Castañedy a jeho manželky Josefy Marie Puchasóns. Byl pokřtěn jako Felix Tomáš Jáchym Tadeáš.
V mládí vstoupil do dominikánského řádu a přijal řádové jméno Jacinto (Hyacint). Filosofická a teologická studia získal v Orihuele. Roku 1761 přišla žádost z dominikánské provincie z Filipín, aby mladí řeholníci přišli pracovat jako misionáři. Jacinto tuto nabídku přijal. Svá studia dokončil v Manile a 2. června 1765 byl vysvěcen na kněze.
Kvůli misií v Číně začal studovat mandarínštinu v Macau. V této oblasti začal pomáhat chudým a nemocným lidem a také pronásledovaným křesťanům.
Dne 17. července 1769 byl uvězněn státními orgány s otcem Lavillou. Před královským soudem byl odsouzen k věcnému vyhnanství a 3. října opustil vězení. Začátkem prosince dorazil do Macaa a 9. února 1770 se vydal do Vietnamu. Do této země dorazil 22. března. Po třech letech misionářské činnosti těžce onemocněl, ale i přes svou nemoc se stále snažil pracovat.
Dne 1. října 1773 byl znovu zajat státními orgány a to spolu se svým spolubratrem, otcem sv. Vincentem Lê Quang Liêmem. Po mučení byli oba odsouzeni k trestu smrti. K popravě došlo 7. listopadu v Ket Chợ.
Dne 19. června 1988 jej papež sv. Jan Pavel II. svatořečil ve skupině 117 vietnamských mučedníků.